# Tamara Chițaniuc
Tamara Chițaniuc Ababii (n. 30 ianuarie 1951, Căzănești – d. 8 februarie 2007) a fost o cântăreață de muzică populară.

## Biografie
Primele lecții de muzică le-a luat în corul din sat, iar mai târziu - de la acordeonistul Călin Grigore Roman în satul de baștină, unde exista un taraf, condus de acesta. 
Studiază dirijatul coral la Școala medie de muzică "Ștefan Neaga" din Chișinău (1966- 1969). 
În anii 1970-1971, solistă în orchestra ansamblului de dansuri populare "Joc" și capela corală "Doina", actriță la teatrul "Vasile Alecsandri" din Bălți (1972-1976),  solistă în ansamblul de țigani (1977), și orchestra de muzică populară "Mugurel" (din 1977), ale Filarmonicii din Chișinău. 
Marele premiu la Festivalul - concurs de romanțe "Crizantema de argint" ( Chișinău, 1993).  
A colaborat cu orchestra Ion Dascăl, Dumitru Căldare. A înregistrat la radio Chișinău cântece populare.
A decedat la 8 februarie 2007, la Iași, în urma unui atac de cord. A fost înmormântată la Cimitirul Central din Chișinău.